# Згуровский парк
«Згуровский парк» или «Згуровский дендропарк» (укр. Згурівський парк) — парк-памятник садово-паркового искусства общегосударственного значения, расположенный на территории Згуровского района (Киевская область, Украина).
Площадь — 309 га.

## История
Парк, представленный несколькими участками (урочищами), был создан в 1860-е года Петром Кочубеем, с общей площадью насаждений свыше 500 га. До деятельности по лесоразведению в Згуровке был только один гай Дубинка, площадью 8 га.
В 1960 году на базе урочищ Красноармейское II (224 га) и Красноармейское I (85 га) был создан единый природоохранный объект — парк-памятник садово-паркового искусства общегосударственного значения.

## Описание
Природоохранный объект создан с целью охраны садово-паркового ландшафта. Парк занимает квадраты 76-86 Березанского лесничества на территории пгт Згуровка. Представлен двумя участкамиː северный (урочище Красноармейское II, кв. 76-83) внутри жилой застройки, а южный (урочище Красноармейское I, кв. 84-86) между юго-западной окраиной Згуровки и рекой Супой, которые ныне разделены жилой застройкой (ранее лугами). В северном участке создана система прудов на притоке реки Супой, а также был видоизменён ландшафт местности.
Насаждения в парке занимают доминирующее положениеː в урочище Красноармейское II 84,85 % от общей площади урочища (190,05 га) и в Красноармейское I 95,59 % (72,65 га). В урочище Красноармейское II также присутствуют пруды площадью 19,8 га (8,84 %) и болота — 2,0 га (0,89 %), в Красноармейское I — болота занимают 9 га (1,06 %).
Ближайший населённый пункт — Згуровка; город — Яготин.

## Природа

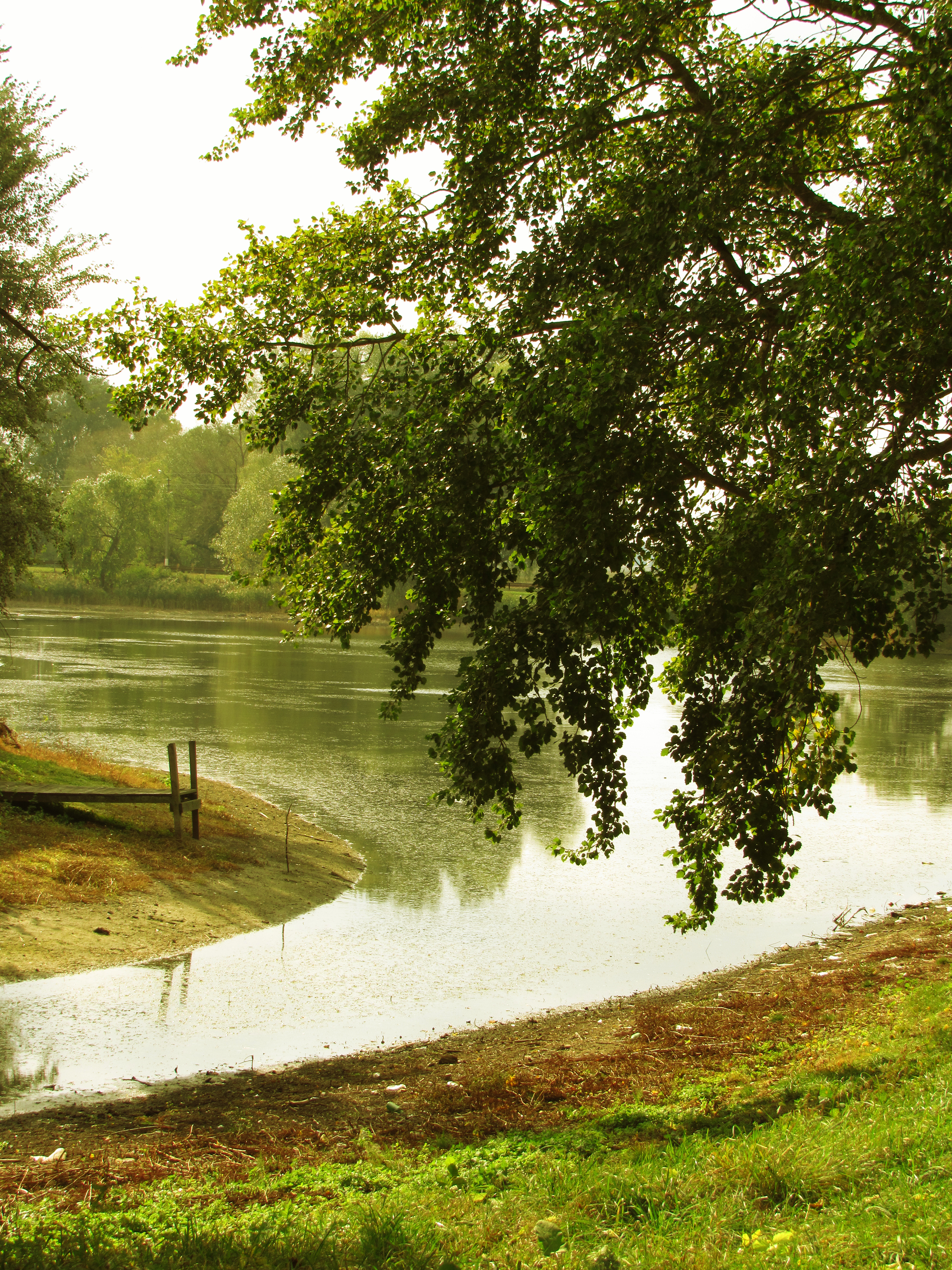
В Згуровском парке

Во времена основания парка на его территории был дворец, от которого расходились аллеи. Парк окружён лесозащитными полосами представленными со всех сторон лиственными породами деревьевː клён (остролистый, полевой, татарский, белый), ясень, вяз малый, робиния ложноакациевая; кроме восточной стороны — хвойныеː сосна обыкновенная, ель обыкновенная, пихта белая, лиственница европейская.
В 1938 году в парке насчитывалось 150 видов и форм деревьев и кустарников. В 1940 году на лужайках парка лесничество насадило лесные культуры, превратив местность в единый лесной массив, а ландшафт утратил былой пейзаж. К 1948 году сохранилось только 70 видов и форм деревьев, из-за отсутствия надлежащего ухода. Также множество культур погибло в 1968—1970 года, из-за подтопления после сооружения дамбы на реке Супой (для сахарного комбината). Сейчас парк находится в упадочном состоянии.
Сейчас в парке насчитывается 41 вид деревьевː хвойные 12, лиственные 29 (в том числе 3 вида кустарников). Доминирующие виды деревьев в урочище Красноармейское IIː дуб обыкновенный, тополь чёрный, клён остролистный, вяз малый, сосна обыкновенная, робиния обыкновенная, ясень обыкновенный; в урочище Красноармейское Iː дуб обыкновенный, клён остролистный, сосна обыкновенная, робиния обыкновенная, ольха чёрная, берёза повислая.